# 田凱
田 凱 (でん がい、 1984年 - ) は中国生まれ、日本在住の写真家。

## 概要
- 中国の大学で機械工学を専攻、2006年にエンジニアとして来日。メーカー企業で数年勤務後、写真家へと転向。
- 2014年清里フォトアートミュージアムが主催するヤング・ポートフォリオでで、森山大道氏に選出され、当館にて作品収蔵。
- 地域経済の衰えた故郷をテーマに作品を作り、若手写真家の登竜門といわれる写真1_WALL (2018年第19回)でグランプリ受賞。土地においての集団的記憶の構成を、独自なまなざしで、撮影実践。
- 初期作品以降、異なるテーマ、視点で作品を発表しており、写真家としての懐の深さが評価された。
- 2019年から、写真教育にも携わる。

## 活動

### 主な展覧会
- 2015年 - 「2014年度ヤングポートフォリオ」清里フォトアートミュージアム、山梨県
- 2016年 - 「Life Goes By」、台北芸術博覧会、台湾
- 2016年 - 「拓扑的時空」参加、集美・アルル写真フェスティバル、中国厦門
- 2017年 -  ガーディアンガーデン主催、第17回写真「1_WALL」展、東京
- 2018年 -  ガーディアンガーデン主催、第19回写真「1_WALL」展、東京
- 2019年 -  「そこに存在したこと」展参加、目黒区美術館、東京
- 2019年 -  「Good as I Been to You」Totem Pole Photo Gallery、東京
- 2019年 -  「生きてそこにいて」ガーディアンガーデン、東京
- 2019年 -  「字有格局」FounderType ポスター招待展および東京TDCセレクト展参加、北京
- 2020年 -  「Generate」Totem Pole Photo Gallery、東京
- 2020年 -  「コロナの春」グループ展参加、ふげん社、東京
- 2020年 -  「防疫計画」ポスターデザインプロジェクト参加、PowerStation of Art、上海
- 2020年 -  JR100、Jan Rajlich Sr. 100周年ポスター招待展参加、チェコ
- 2020年 -  「Object」目黒区美術館、東京
- 2020年 -  「Dwelling Unit」Totem Pole Photo Gallery・東京
- 2021年 -  「虚な身体、離脱」Totem Pole Photo Gallery・東京
- 2021年 -  「程良い風景」176ギャラリー・大阪
- 2021年 -  「取るに足らないくもの力学」ふげん社・東京
- 2021年 -  「取るに足らないくもの力学」Totem Pole Photo Gallery・東京
- 2022年 -  「取るに足らないくもの力学」Gallery chuff・東京
- 2022年 -  「程良い風景」YART Gallery・ソウル
- 2022年 -  「モニタリング」Totem Pole Photo Gallery・東京
- 2022年 -  「その日のための印」Totem Pole Photo Gallery・東京

### 出版
- 2014年 - Zine,「Colony Island」
- 2014年 - Zine,「Existence」
- 2017年 - 「中国言語文化典蔵」シリーズ20冊(商務印書館出版) 北京言語大学 主催の中国方言民俗志、写真撮影担当
- 2017年 - 「廣東省外事博物館」収蔵品図録、嶺南美術出版社
- 2019年 - Zine,「程良い風景」

### 受賞・収蔵
- (2014年) - 清里フォトアートミュージアム、作品収蔵
- (2017年) - ガーディアンガーデン主催、第17回写真1_WALLファイナルリスト
- (2018年) - ガーディアンガーデン主催、第19回写真1_WALLグランプリ